# Кучкинский сельсовет
Кучкинский сельсовет — сельское поселение в Пензенском районе Пензенской области Российской Федерации.
Административный центр — село Кучки.

## История
Статус и границы сельского поселения установлены Законом Пензенской области от 2 ноября 2004 года № 690-ЗПО «О границах муниципальных образований Пензенской области».

## Население
| 2002  | 2010  | 2012  | 2013  | 2014  | 2015  | 2016  |
| ----- | ----- | ----- | ----- | ----- | ----- | ----- |
| 692   | ↘588  | ↗1173 | ↘1162 | ↘1147 | ↘1126 | ↘1107 |
| 2017  | 2018  | 2021  |       |       |       |       |
| ↘1095 | ↘1074 | ↘828  |       |       |       |       |

## Состав сельского поселения
| № | Населённый пункт | Тип населённого пункта       | Население |
| - | ---------------- | ---------------------------- | --------- |
| 1 | Всеволодовка     | деревня                      | 22        |
| 2 | Ивановка         | деревня                      | 35        |
| 3 | Кучки            | село, административный центр | ↘588      |
| 4 | Поперечное       | село                         | ↘522      |